# جینو لوی مونتالچینی
جینو لوی مونتالچینی (انگلیسی: Gino Levi-Montalcini; ۲۱ آوریل ۱۹۰۲ – ۲۹ نوامبر ۱۹۷۴) معمار، طراح، و استاد دانشگاه اهل ایتالیا بود.